# Ochthebius lanarotis
Ochthebius lanarotis är en skalbaggsart som beskrevs av Ferro 1985. Ochthebius lanarotis ingår i släktet Ochthebius och familjen vattenbrynsbaggar. Inga underarter finns listade i Catalogue of Life.